# Брент Баррі
Брент Роберт Баррі (англ. Brent Robert Barry, нар. 31 грудня 1971, Гемпстед, Нью-Йорк, США) — американський професіональний баскетболіст, що грав на позиції атакувального захисника за низку команд НБА. Дворазовий чемпіон НБА, переможець Конкурсу слем-данків НБА 1996 року. По завершенні спортивної кар'єри — баскетбольний коментатор на TNT. Син баскетболіста, члена Зали слави Ріка Баррі.

## Ігрова кар'єра
На університетському рівні грав за команду Орегон Стейт (1990–1995).
1995 року був обраний у першому раунді драфту НБА під загальним 15-м номером командою «Денвер Наггетс». Проте професіональну кар'єру розпочав 1995 року виступами за «Лос-Анджелес Кліпперс», куди одразу був обміняний. Захищав кольори команди з Лос-Анджелеса протягом наступних 3 сезонів. Відзначався добрим вмінням пасувати, роблячи біля п'яти асистів за матч, та своїми триочковими кидками, попадаючи 40% пострілів. 1996 року став переможцем Конкурсу слем-данків НБА.
У лютому 1998 року перейшов до складу «Маямі Гіт» в обмін на Ісаака Остіна.
У січні 1999 року підписав контракт з «Чикаго Буллз».
Наступною командою в кар'єрі гравця була «Сіетл Суперсонікс», куди був обміняний на Герсі Гокінса та Джеймса Коттона. Відіграв за команду з Сіетла 5 сезонів. Спочатку був резервістом Гарі Пейтона, однак згодом завоював місце в основному складі.
З 2004 по 2008 рік грав у складі «Сан-Антоніо Сперс». 2005 року став чемпіоном НБА у складі команди, допомігши їй перемогти у фіналі «Детройт Пістонс». Таким чином Брент та його батько Рік стали другою парою «батько-син», кожен з яких став чемпіоном НБА. Інші дуети, які вигравали чемпіонат були Метт Гукас (старший) та його син Метт Гукас (молодший), Білл Волтон та Люк Волтон, Майкл Томпсон та Клей Томпсон.
2007 року виграв свій другий титул чемпіона НБА, допомігши «Сан-Антоніо» перемогти у фіналі «Клівленд Кавальєрс». В лютому 2008 року разом з Франсиско Елсоном був обміняний на Курта Томаса назад до «Сіетла». На наступний день після угоди одразу ж був відрахований зі складу нової команди, а через 30 днів підписав новий контракт з «Сан-Антоніо».
Останньою ж командою в кар'єрі гравця стала «Х'юстон Рокетс», до складу якої він приєднався 2008 року і за яку відіграв один сезон. До нього свою спортивну кар'єру в Х'юстоні завершував його батько Рік (1978–80) та брат Джон (2004–06). ЗМІ охрестили цю подію, як «всі Баррі були поховані в Х'юстоні».

## Особисте життя
Баррі народився в родині члена Баскетбольної зали слави Ріка Баррі. Має чотирьох братів Скутера, Джона, Дрю і Кеньйона.
Був одружений з Ерін Баррі з 1998 по 2011 рік. У подружжя народилося двоє синів.

## Статистика виступів в НБА
| † | Позначає сезон, в якому Брент Баррі ставав чемпіоном НБА |

### Регулярний сезон
| Сезон             | Команда                 | GP  | GS  | MPG  | FG%  | 3P%  | FT%   | RPG | APG | SPG | BPG | PPG  |
| ----------------- | ----------------------- | --- | --- | ---- | ---- | ---- | ----- | --- | --- | --- | --- | ---- |
| 1995–1996         | «Лос-Анджелес Кліпперс» | 79  | 44  | 24.0 | .474 | .416 | .810  | 2.1 | 2.9 | 1.2 | .3  | 10.1 |
| 1996–1997         | «Лос-Анджелес Кліпперс» | 59  | 0   | 18.5 | .409 | .324 | .817  | 1.9 | 2.6 | .9  | .3  | 7.5  |
| 1997–1998         | «Лос-Анджелес Кліпперс» | 41  | 36  | 32.7 | .428 | .400 | .844  | 3.5 | 3.2 | 1.2 | .6  | 13.7 |
| 1997–1998         | «Маямі Гіт»             | 17  | 0   | 15.2 | .371 | .353 | 1.000 | 1.6 | 1.2 | .8  | .2  | 4.1  |
| 1998–1999         | «Чикаго Буллз»          | 37  | 30  | 31.9 | .396 | .302 | .772  | 3.9 | 3.1 | 1.1 | .3  | 11.1 |
| 1999–2000         | «Сіетл Суперсонікс»     | 80  | 74  | 34.1 | .463 | .411 | .809  | 4.7 | 3.6 | 1.3 | .4  | 11.8 |
| 2000–2001         | «Сіетл Суперсонікс»     | 67  | 20  | 26.5 | .494 | .476 | .816  | 3.1 | 3.4 | 1.2 | .2  | 8.8  |
| 2001–2002         | «Сіетл Суперсонікс»     | 81  | 81  | 37.5 | .508 | .424 | .846  | 5.4 | 5.3 | 1.8 | .5  | 14.4 |
| 2002–2003         | «Сіетл Суперсонікс»     | 75  | 68  | 33.1 | .458 | .403 | .795  | 4.0 | 5.1 | 1.5 | .2  | 10.3 |
| 2003–2004         | «Сіетл Суперсонікс»     | 59  | 53  | 30.6 | .504 | .452 | .827  | 3.5 | 5.8 | 1.4 | .3  | 10.8 |
| 2004–2005†        | «Сан-Антоніо Сперс»     | 81  | 8   | 21.5 | .423 | .357 | .837  | 2.3 | 2.2 | .5  | .2  | 7.4  |
| 2005–2006         | «Сан-Антоніо Сперс»     | 74  | 5   | 17.0 | .452 | .396 | .661  | 2.1 | 1.7 | .5  | .4  | 5.8  |
| 2006–2007†        | «Сан-Антоніо Сперс»     | 75  | 28  | 21.7 | .475 | .446 | .880  | 2.1 | 1.8 | .7  | .2  | 8.5  |
| 2007–2008         | «Сан-Антоніо Сперс»     | 31  | 1   | 17.9 | .481 | .429 | .950  | 1.8 | 1.7 | .5  | .1  | 7.1  |
| 2008–2009         | «Х'юстон Рокетс»        | 56  | 1   | 15.3 | .407 | .374 | .950  | 1.7 | 1.4 | .4  | .1  | 3.7  |
| Усього за кар'єру | Усього за кар'єру       | 912 | 449 | 25.9 | .460 | .405 | .823  | 3.0 | 3.2 | 1.0 | .3  | 9.3  |

### Плей-оф
| Сезон             | Команда                 | GP | GS | MPG  | FG%  | 3P%  | FT%   | RPG | APG | SPG | BPG | PPG  |
| ----------------- | ----------------------- | -- | -- | ---- | ---- | ---- | ----- | --- | --- | --- | --- | ---- |
| 1997              | «Лос-Анджелес Кліпперс» | 3  | 0  | 28.0 | .407 | .455 | .889  | 2.3 | 3.3 | 1.3 | .0  | 11.7 |
| 2000              | «Сіетл Суперсонікс»     | 5  | 3  | 31.0 | .364 | .400 | .714  | 2.6 | 3.0 | .6  | .6  | 8.4  |
| 2002              | «Сіетл Суперсонікс»     | 5  | 5  | 29.8 | .412 | .438 | 1.000 | 4.6 | 2.8 | .6  | .8  | 7.8  |
| 2005†             | «Сан-Антоніо Сперс»     | 23 | 8  | 24.1 | .457 | .424 | .810  | 2.4 | 1.9 | .7  | .2  | 6.1  |
| 2006              | «Сан-Антоніо Сперс»     | 13 | 2  | 23.2 | .557 | .500 | .762  | 2.5 | 1.7 | .7  | .2  | 7.8  |
| 2007†             | «Сан-Антоніо Сперс»     | 19 | 0  | 11.8 | .350 | .306 | 1.000 | 1.3 | 1.1 | .2  | .1  | 3.1  |
| 2008              | «Сан-Антоніо Сперс»     | 16 | 0  | 14.2 | .491 | .463 | .800  | 1.1 | 1.1 | .4  | .1  | 5.2  |
| 2009              | «Х'юстон Рокетс»        | 4  | 0  | 8.8  | .500 | .375 | .000  | 1.0 | .8  | .5  | .0  | 3.3  |
| Усього за кар'єру | Усього за кар'єру       | 88 | 18 | 19.7 | .446 | .416 | .802  | 2.0 | 1.7 | .5  | .2  | 5.8  |